# Giourkas Seitaridis
Georgios 'Giourkas' Seitaridis (Grieks: Γεώργιος 'Γιούρκας' Σεϊταρίδης) (Athene, 4 juni 1981) is een Grieks voormalig betaald voetballer die bij voorkeur in de verdediging speelde. Hij kwam in 2013 voor het laatst uit voor Panathinaikos FC, waar hij september 2009 een vierjarig contract tekende. De verdediger speelde van 2001 tot en met 2004 al voor de Griekse club. Hij sloot er transfervrij aan nadat Atlético Madrid in mei 2009 zijn contract ontbond. Seitaridis debuteerde in mei 2002 voor het Grieks voetbalelftal en speelde sindsdien meer dan 65 interlands.

## Clubvoetbal
Seitaridis komt uit een familie van profvoetballers. Zijn vader was aanvaller bij Panathinaikos en ook zijn oom en opa acteerden op het hoogste niveau. Voor hemzelf begon zijn loopbaan in het betaald voetbal in 1998 bij PAS Giannena, waarna hij in 2001 werd aangetrokken door de Griekse meervoudig kampioen Panathinaikos. Na het EK 2004 werd Seitaridis naar Portugal gehaald door FC Porto, dat hem aantrok als vervanger van de naar Chelsea FC vertrokken Paulo Ferreira. Eén jaar later verkaste hij naar Dinamo Moskou. Samen met zijn collega's Maniche en Costinha vertrok hij een jaar later naar Atlético Madrid. In mei 2009 werd Seitaridis' contract daar ontbonden.

## Nationaal elftal
Het spel van Seitaridis bij Panathinaikos zorgde ervoor dat hij in 2002 voor het eerst werd geselecteerd voor Griekenland. Hij maakte zijn debuut voor de nationale ploeg op 13 februari 2002 in de vriendschappelijke wedstrijd tegen Zweden (2-2), net als Sotiris Kyrgiakos (Panathinaikos). Daarvoor kwam hij meermaals uit voor het Griekse elftal onder 21 jaar. In 2004 was hij een van de vaste waarden van het elftal dat het Europees Kampioenschap in Portugal wist te winnen. Tevens werd hij er benoemd tot een van de 23 beste voetballers van het toernooi.

## Cluboverzicht
| Seizoen | Club             | Competitie               | Wedstrijden | Doelpunten |
| ------- | ---------------- | ------------------------ | ----------- | ---------- |
| 1998-99 | PAS Giannina     | Beta Ethniki             | 6           | 0          |
| 1999-00 | PAS Giannina     | Beta Ethniki             | 24          | 3          |
| 2000-01 | PAS Giannina     | Beta Ethniki             | 10          | 2          |
|         | Panathinaikos FC | Super League Griekenland | 12          | 0          |
| 2001-02 | Panathinaikos FC | Super League Griekenland | 19          | 0          |
| 2002-03 | Panathinaikos FC | Super League Griekenland | 2           | 0          |
| 2003-04 | Panathinaikos FC | Super League Griekenland | 21          | 0          |
| 2004-05 | FC Porto         | Primeira Liga            | 23          | 0          |
| 2005    | Dinamo Moskou    | Premjer-Liga             | 8           | 0          |
| 2006    | Dinamo Moskou    | Premjer-Liga             | 0           | 0          |
| 2006-07 | Atlético Madrid  | Primera División         | 31          | 0          |
| 2007-08 | Atlético Madrid  | Primera División         | 14          | 0          |
| 2008-09 | Atlético Madrid  | Primera División         | 15          | 0          |
| 2009-10 | Panathinaikos FC | Super League Griekenland | 8           | 0          |
| 2010-11 | Panathinaikos FC | Super League Griekenland | 7           | 0          |
| 2011-12 | Panathinaikos FC | Super League Griekenland | 3           | 0          |
| 2012-13 | Panathinaikos FC | Super League Griekenland | 22          | 0          |

## Erelijst
PAS Giannina
- Super League 2: 1999/00

 Panathinaikos
- Super League: 2003/04, 2009/10
- Beker van Griekenland: 2003/04, 2009/10

 FC Porto
- Supertaça Cândido de Oliveira: 2004
- Wereldbeker voor clubteams: 2004

 Griekenland
- UEFA EK: 2004

Individueel
- Grieks Talent van het Jaar: 2001
- EK voetbal Team van het Toernooi: 2004